# Barbara Pittman
Barbara Pittman (6 de abril de 1938 - 29 de octubre de 2005) fue una de las pocas cantantes femeninas que grabaron en el Estudio Sun.
Cuando era una joven adolescente grabó varias demos de canciones para otros cantantes. Algunas de las grabaciones más populares de Barbara Pittman son "I need a man" en el sello Sun, y "Two young fools in love", que apareció en el sello internacional de Sam Phillips. Se piensa que hubiera tenido mucho más éxito si no hubiera recibido tan poca promoción en sus canciones.

## Además
- Las familias de Elvis Presley y Barbara Pittman eran muy amigas.[1]
- Estuvo trabajando con Lash La Rue en sus shows del oeste. Tras su trabajo con Sun se mudó a California apareciendo en varias películas sobre motoristas.[1]